# Gianniantonio Domina
Gianniantonio Domina (1978) es un profesor y botánico italiano. Desarrolla actividades académicas en el Departamento de Ciencias Botánicas de la Universidad de Estudios de Palermo.

## Algunas publicaciones
- DOMINA G., MAZZOLA P., 2003: A phenetic approach to the genus Limonium (Plumbaginaceae) in Sicily. – Bocconea 16(2): 597-606

- RAIMONDO F. M., MAZZOLA P., DOMINA G., 2004: Checklist of the vascular plants collected during Iter Mediterraneum III. – Bocconea 17: 65-232

- SÀNCHEZ DORESTE J. L., DOMINA G., CAUJAPÉ-CASTELLS J., 2005: Genetic differentiation of three species of Matthiola (Brassicaceae) in the Sicilian insular system. – Pl. Syst. Evol. 253(1-4): 81-93

- DOMINA G., COLOMBO P., 2005: Seed micromorphology and its variation in Sicilian Orobanche. – Fl. Medit. 15: 99-107

- DOMINA G., 2005: Typification of the name Kleinia mandraliscae Tineo (Asteraceae). – Fl. Medit. 15: 5-7

- DOMINA G., GREUTER W., MAZZOLA P. 2005: A note on the type of Orobanche sanguinea C. Presl (Orobanchaceae), nom. cons. prop. – Taxon 54(2): 500-502

- CELESTI-GRAPOW L., ALESSANDRINI A., ARRIGONI P. V., ASSINI S., BANFI E., BARNI E., BOVIO M., BRUNDU G., CAGIOTTI M.R., CAMARDA I., CARLI E., CONTI F., DEL GUACCHIO E., DOMINA G., FASCETTI S., GALASSO G., GUBELLINI L., LUCCHESE F., MEDAGLI P., PASSALACQUA N.G., PECCENINI S., POLDINI L., PRETTO F., PROSSER F., VIDALI M., VIEGI L., VILLANI M.C., WILHALM T., BLASI C., 2010: Non-native flora of Italy: Species distribution and threats. – Pl. Biosyst. 144(1): 12-28. DOI: 10.1080/11263500903431870

- SÀNCHEZ DORESTE J. L., DOMINA G., CAUJAPÉ-CASTELLS J., 2006: The Sicilian circumscription of the genus Matthiola (Brassicaceae): population genetic insights from isozimes. – Bocconea 19: 243-252

- DOMINA G., DANIN A., RAIMONDO F. M., 2006: A new species of Limonium (Plumbaginaceae) from Israel. – Fl. Medit. 16: 133-138

- MAZZOLA P., DOMINA G., 2006: Distribution and conservation perspectives of Taxus baccata L. (Taxaceae) in Sicily. – Bocconea 19: 209-215

- DOMINA G., SCIBETTA S., 2006: Research on Orobanche crenata Management in Sicily from the 19th to the Early 20th Century. – Phytoparasitica 34(2): 111-114

- RAIMONDO F. M., DOMINA G., 2006: Ptilostemon greuteri (Compositae), a new species from Sicily. – Willdenowia 36: 169-175

- DOMINA G., ARRIGONI P. V., 2007: The genus Orobanche (Orobanchaceae) in Sardinia. – Fl. Medit. 17: 115-136

- RAIMONDO F. M., DOMINA G., 2007: Two new Mimosaceae naturalized in Italy. – Fl. Medit. 17: 209-216

- DOMINA G., MAZZOLA P., 2007: The genus Orobanche in Sicily. Taxa described by V. Tineo and M. Lojacono Pojero. – Bocconea 21: 223-232

- DOMINA G., MAZZOLA P., 2008: Flora ornamentale delle isole circumsiciliane. – Quad. Bot. Amb. Appl. 19 (2008): 107-119

- DOMINA G., DI CARLO E., MAZZOLA P., 2008: Geofite native della Sicilia e loro impiego come ornamentali. – Quad. Bot. Amb. Appl. 19 (2008): 219-224

- DOMINA G., ERBEN M., RAIMONDO F. M., 2008: Two new species of Limonium (Plumbaginaceae) from Lebanon. – Fl. Medit. 18: 333-339

- BAZAN G., DOMINA G., RAIMONDO F. M., 2008: Il metodo fitosociologico per il monitoraggio degli habitat del S.I.C. Biviere e Macconi di Gela (Sicilia meridionale). – Quad. Bot. Amb. Appl. 19 (2008): 67-72

- DANIN A., DOMINA G., RAIMONDO F. M., 2008: Microspecies of the Portulaca oleracea aggregate found on major Mediterranean islands (Sicily, Cyprus, Crete, Rhodes). – Fl. Medit. 18: 89-107

- DOMINA G., SCHÄFER P. A., DANIN A. 2010: Typification and taxonomic status of Portulaca macrantha (Portulacaceae). – Fl. Medit. 20: 187-191

- DOMINA G., RAIMONDO F.M. 2009: A new species of Orobanche (Orobanchaceae) from Israel. – Fl. Medit. 19: 185-188

- RAIMONDO F. M., DOMINA G., 2009: A New species of Limonium (Plumbaginaceae) from Soqotra (Yemen). – Pl. Biosyst. 143(3): 504-508

- DOMINA G., MAZZOLA P., 2009: Notes on the genus Orobanche in Italy: 2. Taxa described by Gussone. – Bocconea 23: 177-185

- DOMINA G., STEPANEK J., 2009: Typification of the name Orobanche canescens C. Presl (Orobanchaceae) with taxonomic notes. – Candollea 64 (1): 31-37

- DOMINA G., RAIMONDO F. M., 2009: A new species in the Portulaca oleracea aggregate (Portulacaceae) from the Island of Soqotra (Yemen). – Webbia 64 (1): 9-12

- RAIMONDO F.M., DOMINA G., SPADARO V. 2010: Checklist of the vascular flora of Sicily. – Quad. Bot. Amb. Appl., 21 (2010): 189-252

- DOMINA G., MAZZOLA P. 2011: Notes on the genus Orobanche in Italy 3: Taxa described by A. Bertoloni. – Pl. Biosyst. 145(2): 342-346

- DOMINA G., RAIMONDO F.M. 2011: Erythrina viarum Tod. (Leguminosae) from the Palermo Botanical Garden. – Webbia 66(2): 235-238

- DOMINA G., MARINO P., CASTELLANO G. 2011: The genus Orobanche (Orobanchaceae) in Sicily. – Fl. Medit. 21: 205-242

- DOMINA G., MAZZOLA P. 2011: Considerazioni biogeografiche sulla presenza di specie aliene nella flora vascolare del Mediterraneo – Biogeographia 30: 269-276

- BAZAN G., DOMINA G., SCHICCHI R. 2012: Land Unit definition for potential distribution of endangered species. – Bocconea 24: 213-219

- SCIALABBA A., MARINO P., BAZAN G., DOMINA G. 2012: The Seedbank database of the Hortus Botanicus Panormitanus. – Bocconea 24: 327-334

- GUARINO R., DOMINA G., PIGNATTI S. 2012: Ellenberg’s Indicator values for the Flora of Italy – first update: Pteridophyta, Gymnospermae and Monocotyledoneae. – Fl. Medit. 22: 197-209

- DI GRISTINA E., RAIMONDO F. M., DOMINA G., GOTTSCHLICH G 2012: Typification of eight names in Hieracium (Asteraceae). – Taxon 61(6): 1317-1320

- DOMINA G., GIUSSO DEL GALDO G., GARGANO D., LABRA M., PECCENINI S., PERUZZI L., RAIMONDO F. M. 2012: The Italian Loci Classici Census. – Taxon 61(6): 1351-1353

- DOMINA G., BAZAN G., RAIMONDO F. M. 2012: Vascular flora evolution in the Soqotra Archipelago (Indian Ocean). Biodiversity J. 3(4): 331-336

- DOMINA G., MARINO P., SPADARO V., RAIMONDO F. M. 2012: Vascular flora evolution in the major Mediterranean islands. Biodiversity J. 3(4): 337-342

- DOMINA G., RAIMONDO F. M. 2013: Limonium cedrorum sp. nov. (Plumbaginaceae) from Lebanon. Nordic J. Botany 31: 194-197. doi: 10.1111/j.1756-1051.2012.01396.x

- DOMINA G., GREUTER W., MARINO P., SHÄFER P.A. 2013: Types of names of Orobanche taxa described from North Africa. Pl. Biosyst. 147(3): 758-766. doi: 10.1080/11263504.2013.829883

- DI GRISTINA E., DOMINA G., GOTTSCHLICH G., MAZZOLA P., GERACI A. 2013: Morphological and genetic diversity within Pilosella hoppeana aggr. (Asteraceae) in Italy and taxonomic implications. Pl. Biosyst. 147(3): 788-799. doi: 10.1080/11263504.2013.829880

- GUARINO R., RAIMONDO F. M., DOMINA G. 2013: A new species of Anthemis sect. Hiorthia (Asteraceae) from SE Sicily. Pl. Biosyst. 147(3): 821-825. doi: 10.1080/11263504.2013.829888

- DOMINA G., SOLDANO A., SCAFIDI F., DANIN A. 2013: Su alcune piante nuove delle Isole Pelagie (Stretto di Sicilia). Quad. Bot. Amb. Appl. 23 (2012): 41-44

- ROSSI G., MONTAGNANI C., ABELI T., GARGANO D., PERUZZI L., FENU G., MAGRINI S., GENNAI M., FOGGI B., WAGENSOMMER R.P., RAVERA S., COGONI A.,ALEFFI M., ALESSANDRINI A., BACCHETTA G., BAGELLA S., BARTOLUCCI F., BEDINI G., BERNARDO L., BOVIO M., CASTELLO M., CONTI F., DOMINA G., FARRIS E., GENTILI R., GIGANTE D., PECCENINI S., PERSIANI A.M., POGGIO L., PROSSER F., SANTANGELO A., SELVAGGI A., VILLANI M.C., WILHALMY T., ZAPPA E., ZOTTI M., TARTAGLINIA N., ARDENGHI N.M.G., BLASI C., RAIMONDO F.M., VENTURELLA G., COGONI D., PUGLISI M., CAMPISI P., MISERERE L., PERRINO E.V., STRUMIA S., IBERITE M., LUCCHESE F., FABRINI G., ORSENIGO S. 2013: Are Red Lists really useful for plant conservation? The New Red List of the Italian Flora in the perspective of national conservation policies. Pl. Biosyst. doi: 10.1080/11263504.2013.868375 [se publicó en línea 16.12.2013]

- MARINO P., SCHICCHI R., BARONE E., RAIMONDO F.M., DOMINA G. 2013: First results on the phenotypic analysis of wild and cultivated species of Pyrus in Sicily. Fl. Medit. 23: 237-243. doi: 10.7320/FlMedit23.237

- GIOVINO A., MARINO P., DOMINA G., RAPISARDA P., RIZZA G., SAIA S. 2014: Fatty acid composition of the seed lipids of Chamaerops humilis L. natural populations and its relation with the environment. Pl. Biosyst. doi: 10.1080/11263504.2013.870249 [published online 04.01.2014]

- BATOLUCCI F., DOMINA G. 2014: Typification and taxonomic characterization of Thymus longicaulis C. Presl (Lamiaceae). Ann. Bot. Fennici 51: 54-62

- MARINO P. CASTIGLIA G., BAZAN G., DOMINA G., GUARINO R. 2014: Tertiary relict laurophyll vegetation in the Madonie mountains (Sicily). Acta Bot. Gallica doi: 10.1080/12538078.2013.870047

### Libros
- simonetta Peccenini Gardini, gianniantonio Domina, cristina Salmeri. 2010. La biodiversità vegetale in Italia: aggiornamenti sui gruppi critici della flora vascolare: comunicazioni: dipartimento di biologia ambientale, La Sapienza Università di Roma, 22-23 ottobre 2010. Editor Società botanica italiana, 56 pp. ISBN 8885915035

- gianniantonio Domina, simonetta Gardini Peccenini. 2009. Gruppi critici della flora d'Italia: comunicazioni: Dipartimento di biologia vegetale, la Sapienza Università di Roma, 30-31 ottobre 2009. Editor Dipartimento di scienze botaniche dell'Università di Palermo, 54 pp. ISBN 8890310820

- karel b. Presl, francesco maria Raimondo, gianniantonio Domina. 2007. Briefe in die Heimat, geschrieben auf einer Reise durch Sizilien und Italien (Cartas a casa, escrito en un viaje por Sicilia e Italia). Volumen 10 de Quaderni / Seminario di storia della scienza. 2ª edición de Facoltà di scienze matematiche, fisiche e naturali università di Palermo, 363 pp.
- La abreviatura «Domina» se emplea para indicar a Gianniantonio Domina como autoridad en la descripción y clasificación científica de los vegetales.[2]